# Teronice
Nella mitologia greca Teronice era una principessa proveniente dalla città di Oleno, figli del re Dessameno e sorella gemella di Terefone. Le due sorelle furono date come spose ai due Molionidi: Cteato sposò Teronice, mentre Eurito sposò Terefone.
Dal matrimonio con Cteato nacque Anfimaco, uno dei capi degli Achei.